# スコット・バレット
スコット・バレット（Scott Barrett、1993年11月20日 - ）は、スーパーラグビー・パシフィッククルセイダーズに所属するラグビーユニオン選手でチームの主将。

## プロフィール
- ニュージーランド・ニュープリマス出身[1]。
- ポジションはロック(LO)、フランカー(FL)。
- 身長 197cm、体重 118kg[2]
- U20ニュージーランド代表に選ばれたことがある[3]。
- ニュージーランド代表キャップは60（2023年8月現在）でラグビーワールドカップ2019・ラグビーワールドカップ2023のニュージーランド代表に選ばれた[4]。
- 兄弟のボーデン、ジョーディーもラグビー選手[5][6]。

## 略歴
カンタベリーを経て、2014年、クルセイダーズに加入。
2020年、クルセイダーズの主将に就任した。